# Nemesia pinnata
Nemesia pinnata là một loài thực vật có hoa trong họ Huyền sâm. Loài này được E. Mey. ex Benth. mô tả khoa học đầu tiên năm 1836.